# Pomník Pavla Országha Hviezdoslava v Námestově
Pomník Pavla Országha Hviezdoslava v Námestově, nazývaný také socha P. O. Hviezdoslava nebo Pomník so sochou, je památkově chráněný exteriérový pomník a socha ve městě Námestovo v okrese Námestovo v Oravské kotlině v Žilinském kraji na severním Slovensku v regionu Orava.

## Historie a popis
Pomník Pavla Országha Hviezdoslava byl postaven v roce 1959 postaven na Hviezdoslavově náměstí nedaleko Oravské přehrady v Námestově. Dílo ztvárňuje sedícího významného slovenského spisovatele v dobovém oblečení a dívajícím se vpřed, kterým byl místní občan Pavol Országh Hviezdoslav (1849–1921). Autorem sochy, která je umístěna na stupňovitém podstavci, je slovenský umělec Fraňo Štefunko (1903–1974) a autorem pomníku je architekt Oríšek. V roce 1963 byl pomník vyhlášen kulturní památkou a v roce 1993 prošel rekonstrukcí.

## Galerie

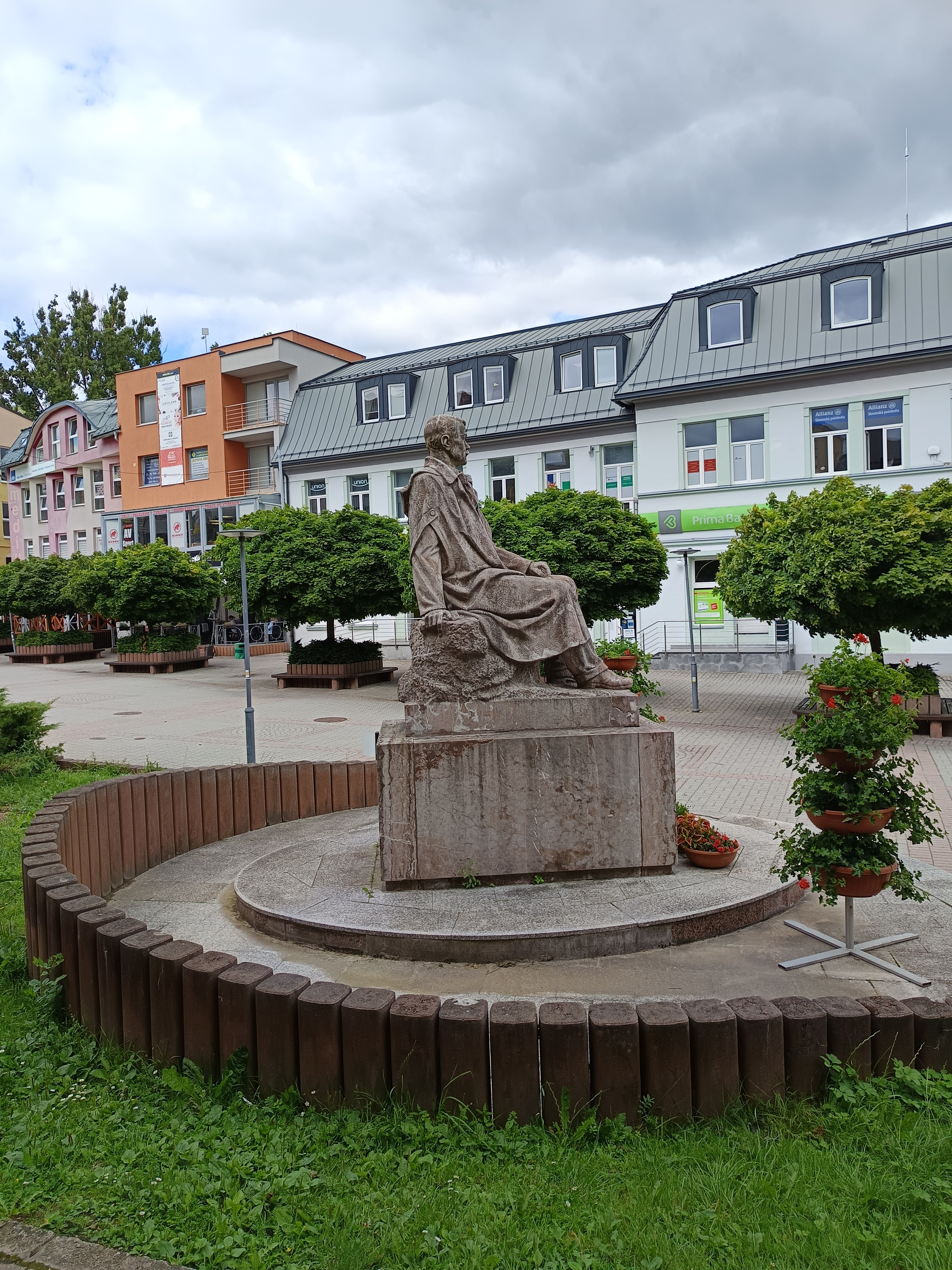
Umístění pomníku na náměstí